# Sasckya Porto
Sasckya Porto est un mannequin d'origine brésilienne née le 31 octobre 1984. Elle s'est rendue célèbre en décembre 2007 en devenant le premier top model de l'histoire à accepter de poser comme simple Playmate du mois pour le magazine Playboy.

## Biographie

### Enfance et carrière
Sasckya Porto est née le 31 octobre 1984 à Timbauba dans l'État de Pernambuco au Brésil. Elle est la fille d'un professeur d'économie célèbre au Brésil, ancien compagnon de lutte et proche du Président Lula. Elle a un frère et une sœur plus jeunes. Elle a passé son enfance dans la ville de Campina Grande, où elle découvre le volleyball et apprend la danse. À l'âge de 15 ans, elle s'inscrit à son premier concours de beauté et remporte tous ceux auxquels elle participe dans les 3 années qui suivent. Elle émigre aux États-Unis à l'été 2001 et remporte l'année suivante le titre convoité de Miss Brasil US. Le bac en poche, elle s'inscrit en marketing à l'Université de Boston mais décide après quelques mois de plaquer ses études pour tenter sa chance en tant que mannequin à New York.
Depuis ses débuts, Sasckya Porto a aussi bien prêté son image à de grandes marques comme Toyota et Canon qu'à des évènements majeurs comme la Coupe du Monde de football. Elle a également travaillé avec des marques plus confidentielles comme les maillots de bain Maya Swimwear ou la lingerie tendance Play by Jieun, pour lesquelles elle a défilé à plusieurs reprises. Depuis novembre 2008, Porto est sous contrat exclusif avec Réné Rofé, un créateur de lingerie haut de gamme, dont elle est devenue porte-parole et dont elle assure la promotion de l'ensemble des modèles. En parallèle, elle continue à poser pour les plus grandes marques comme Pepsi ou Pantene.

### Playboy
Porto est le premier top-model à avoir accepté de devenir simple Playmate, un statut habituellement réservé à des modèles anonymes. Elle a depuis été imitée par Hope Dworaczyk.
Dans une interview accordée à Hype Inc, Porto raconte s'être présentée à un casting organisé à New York par Playboy pour sa rubrique "fashion & style". Persuadée qu'un magazine de charme ne sélectionnerait que des filles qui acceptent de se déshabiller, Porto commence à enlever ses vêtements dans la salle d'attente jusqu'à ce que l'un des assistants n'intervienne pour lui expliquer que ce n'est pas nécessaire compte tenu de l'objet du casting. L'anecdote parvient toutefois aux oreilles d'un Responsable éditorial du magazine présent à NYC ce jour-là. Après avoir parcouru le book de Porto, il décide de tenter sa chance et convoque la brésilienne pour lui annoncer qu'elle n'est pas retenue pour le casting mais qu'il veut en faire une Playmate. Porto s'envole dans la foulée pour Los Angeles où elle rencontre Hugh Hefner qui valide le choix de son contact new-yorkais. Porto ne s'est jamais expliquée sur les raisons qui l'ont poussée à accepter cette offre.

## Citations
- « Tout est une question de marketing : en tant que top-model, c'est mon corps que je dois vendre. »
- « J'aime ne rien porter du tout. Si ce n'était pas illégal de se promener nue dans les rues quand il fait chaud, je le ferais. Pour moi, c'est naturel. »
- « Au Brésil, nous n'avons pas honte de nos corps. J'adore les plages nudistes parce qu'on peut y bronzer sans avoir de marques sur le corps[5]. »

## Collaboration avec Playboy
- Playboy magazine - US edition - Volume 54, Issue # 12  / Miss December 2007
- Playboy magazine - Croatian edition - December 2007 / Miss December 2007
- Playboy magazine - Japanese edition - February 2008 / Miss December 2007
- Playboy magazine - Mexican edition - December 2007 / Miss December 2007
- Playboy magazine - Polish edition - March 2008 / Miss December 2007
- CyberClub exclusive pictorial / Miss December 2007
- Cyberclub complete Playmate pictorial / Miss December 2007
- Playboy Special Editions - 2007 Playmate Review / Miss December 2007
- 2008 Playmate calendar / Miss December 2007
- 2010 Playmate calendar / Miss December 2007
- 2008 Playboy lingerie calendar / Miss December 2007
- Playmate video profile - ”A day in the life of Sasckya Porto” / Miss December 2007 (13 min 20 s)
- Playmate On The Set videos - OTS 1 & OTS 2 / Miss December 2007 (13 min 20 s)